# Мирний Володимир Степанович
Мирний Володимир Степанович (нар. 1 листопада 1935 — пом. 21 липня 2020)  — поет, прозаїк. Член Національної спілки письменників України з 1973 року.

## Біографія
Мирний Володимир Степанович народився 1 листопада 1935 року в с. Супротивна Балка Новосанжарського району Полтавської області. У 1954 році закінчив середню школу імені Г. С. Сковороди у селищі Чорнухи Чорнухинського району Полтавської області.
Закінчив історичний факультет Львівського університету ім. І. Франка (1959).
Працював учителем у Рівненській та Полтавській областях, методистом Полтавської обласної організації Товариства охорони пам'яток історії та культури (УТОПІК), старшим науковим співробітником Полтавського краєзнавчого музею.
У 1991–2000 роках очолював Полтавську обласну організацію Національної спілки письменників України. Зараз входить до складу Ради Полтавської обласної організації НСПУ.
Мешкає у Полтаві.

## Творчий доробок
Друкувався в обласній та всеукраїнській періодиці, видавався в альманасі «Біла альтанка» (Полтава, 1996) та в антології поезії полтавських літераторів XX століття «Калинове гроно» (Полтава-Кременчук, 2004).
Автор поетичних збірок «Криниця» (Київ, 1968), «Матіоли» (Харків, 1970), «Вечірнє поле» (Харків, 1973), «Монолог землі» (Київ, 1978), «Літні зорепади» (Харків, 1979), «Світло берези» (Харків, 1983), «Криниця» (Київ, вибране, 1985), «Багряне гроно горобини» (Київ, 1986), «Надія, віра і любов» (Полтава, 1994), «Вибране», «В дорозі до храму» (Полтава, 1995), «О, магія жіночого лиця», «Сурмачка» (Полтава, 2002), «Сто поезій про кохання» (Полтава, 2003); збірок прози та поезії «Теплий дощ у неділю» (Полтава, 1999) та «Життя по колу йде» (Полтава, 2005).
Книзі Володимира Мирного «Стукати у брами» у 2010 році присуджене перше місце в номінації «Найкраща поетична збірка» конкурсу «Найкраща книга Полтавщини».

## Нагороди
Лауреат регіональної літературно-мистецької премії імені Панаса Мирного (1999) "за активну громадську діяльність із популяризації життєвого й творчого шляху Панаса Мирного та за книгу прози й поезії «Теплий дощ у неділю», обласної премії імені Леоніда Бразова (2008) "у номінації «Поезія» (…) за збірку «Життя по колу йде» та імені Івана Котляревського (2010) «у номінації „Сучасна проза“ (…) за книгу „Стукати у брами“.